# 诺夫哥罗德帕萨德尼克
诺夫哥罗德帕萨德尼克（俄语：Список новгородских посадников）是诺夫哥罗德共和国的最高行政长官职位，該職位与季夏茨基和總主教地位相當。擔任該職務的人由诺夫哥罗德议会選舉產生，該職務於1478年被廢除。